# Epibulus insidiator

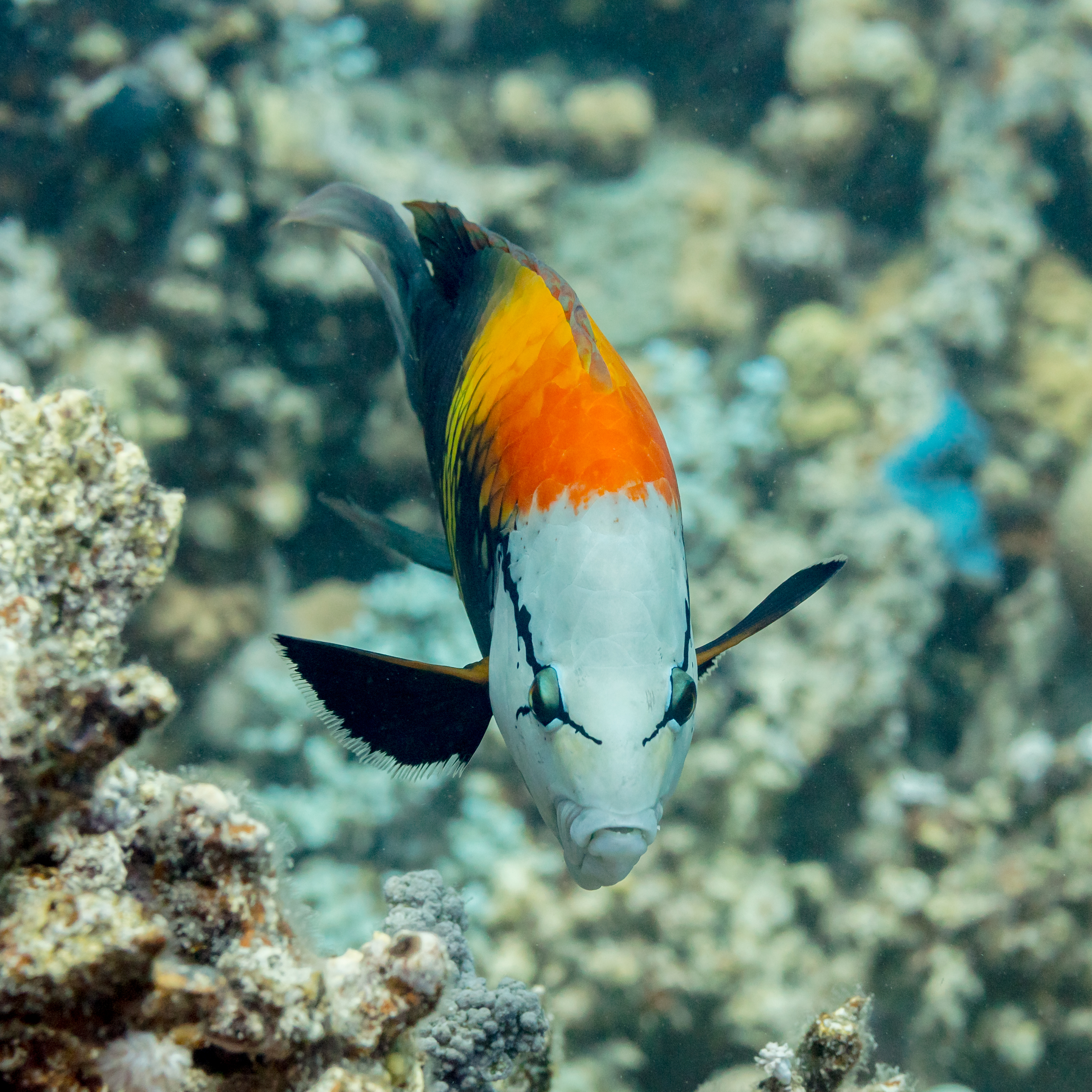
Detalle de la boca.

Epibulus insidiator es una especie de peces de la familia Labridae en el orden de los Perciformes.

## Morfología
Los machos pueden llegar alcanzar los 54 cm de longitud total.

## Distribución geográfica
Se encuentra desde el Mar Rojo hasta Sudáfrica, las Islas Hawái, las Tuamotu, el sur del Japón y Nueva Caledonia.